# Historischer Kunstbunker
Der Historische Kunstbunker ist eine Stollenanlage unter der Nürnberger Burg in der Nürnberger Altstadt und bildet eine Station der Historischen Meile Nürnberg.

## Beschreibung
Bereits seit dem Mittelalter wurden im harten Burgsandstein Felsengänge angelegt. Ab 1939 wurden auf Betreiben des damaligen Direktors des Germanischen Nationalmuseums Heinrich Kohlhaußen zahlreiche dieser Felsengänge für den Schutz Nürnberger Kunstwerke vor Luftangriffen genutzt. Ab Sommer 1940 wurde der Felsenkeller Obere Schmiedgasse 52 umgebaut, ab 1941 der Neutorturm und ab 1943 ein Teil des Paniersbunkers unter dem Paniersplatz ebenfalls als Kunstbunker benutzt.
Der Umbau sicherte Beheizung, Belüftung und Entwässerung; der Bunker erstreckt sich bis zu 24 Meter tief und bot optimale Bedingungen. Auch Einrichtungen für das Wachpersonal wurden eingebaut. Eingelagert wurden (Auswahl):
- der Engelsgruß von Veit Stoß aus der Lorenzkirche
- der Krakauer Hochaltar von Veit Stoß
- die Reichskleinodien
- die Kunstuhr mit dem Männleinlaufen von der Frauenkirche
- Martin Behaims Erdapfel
- die Manessische Handschrift
- Werke von Albrecht Dürer
- historische Musikinstrumente, wissenschaftliche Instrumente und Zeitmessgeräte
- Einrichtungen und Kirchenfenster der Altstadtkirchen

Ein Großteil der Umbauten sind noch heute zu sehen. Der Förderverein Nürnberger Felsengänge bietet Führungen an. Die erste Führung fand am 13. Januar 1996 statt.
Daneben gibt es in Nürnberg seit 1994 auch die Institution kunstbunker - forum für zeitgenössische kunst, welche Ausstellungen zeitgenössischer Kunst in einer anderen Bunkeranlage aus dem Zweiten Weltkrieg durchführt. Diese Anlage befindet sich unter dem Bauhof, nahe der Kunsthalle Nürnberg.

## Bildergalerie

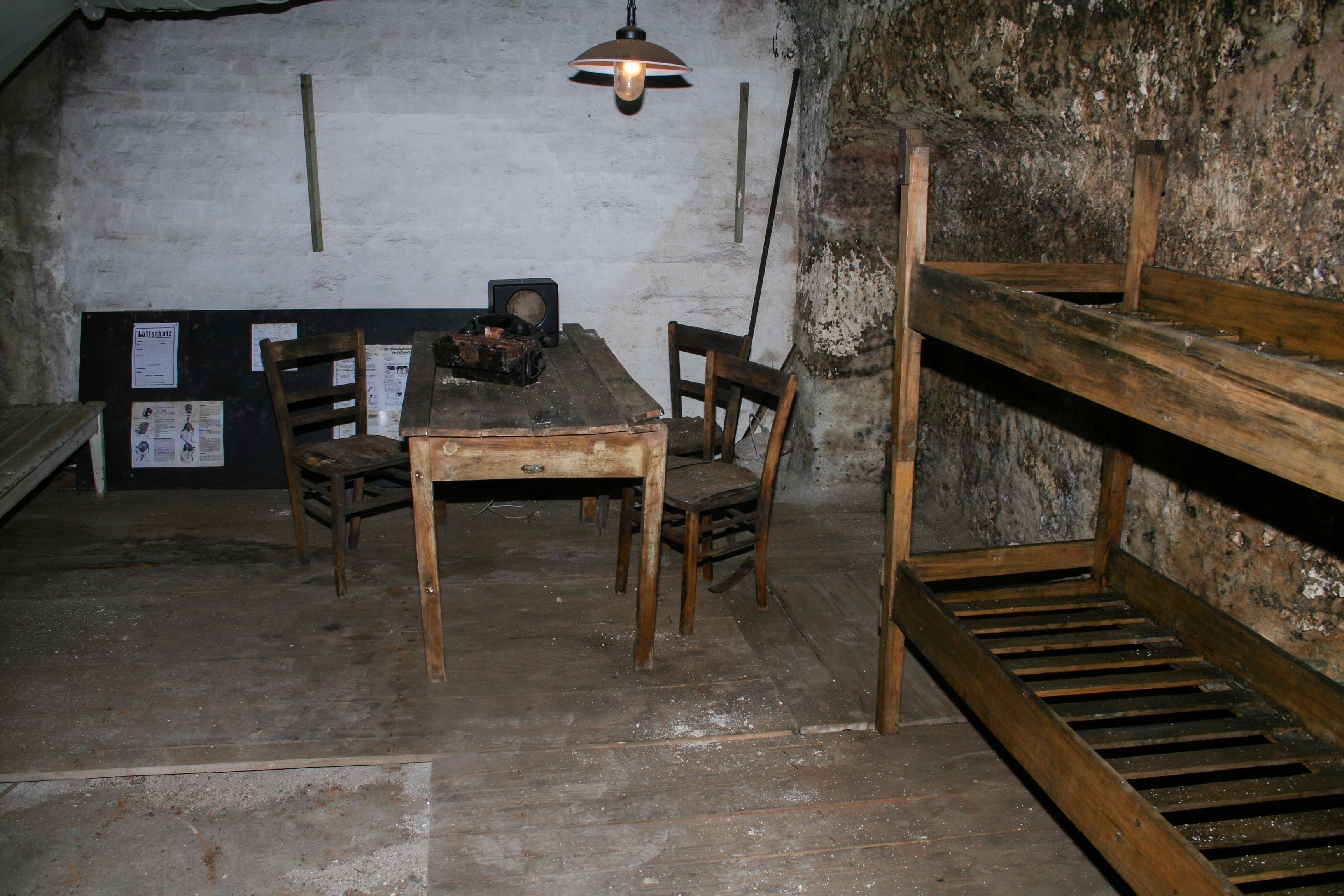
Wachstube
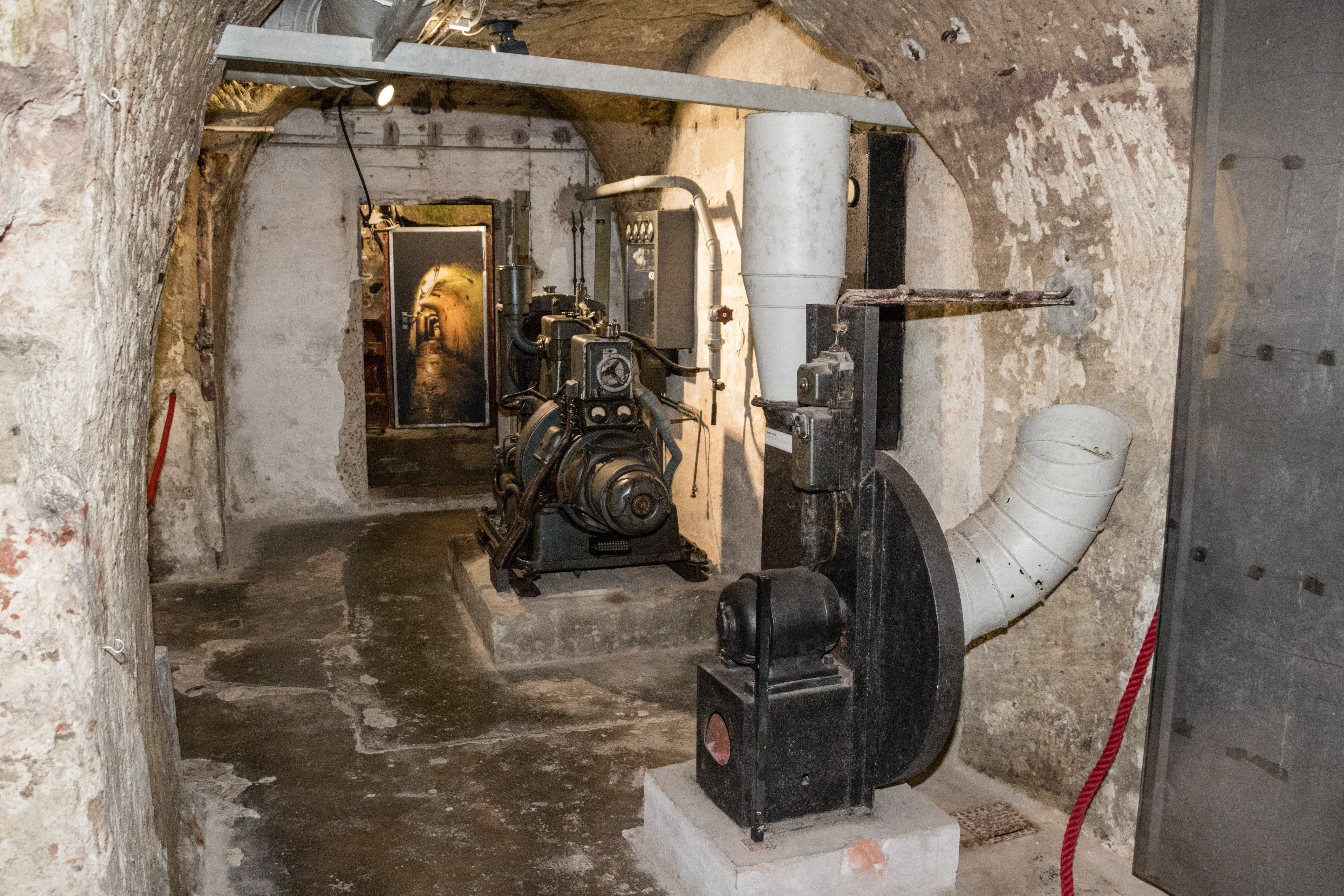
Stromgenerator
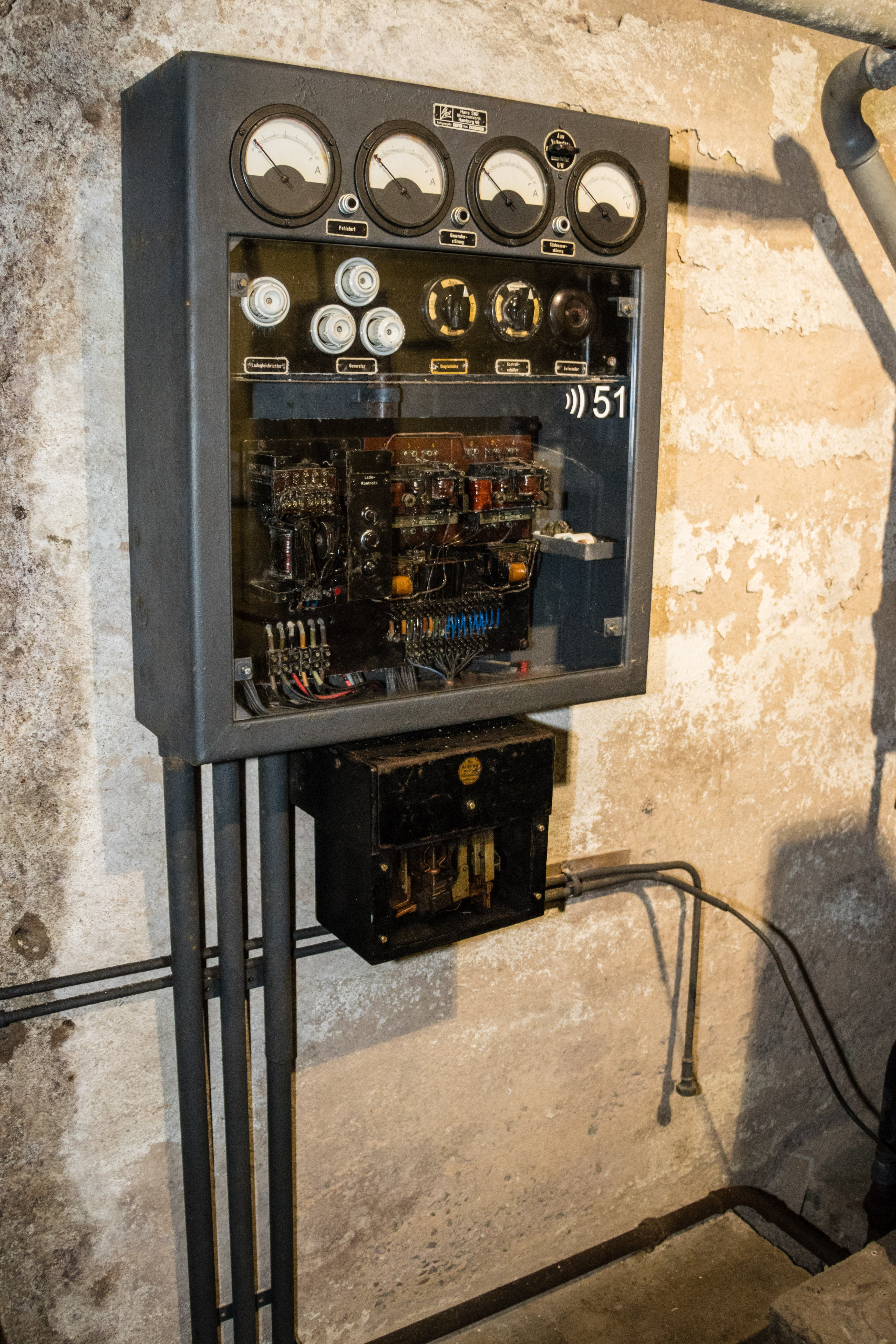
Elektrische Anlage
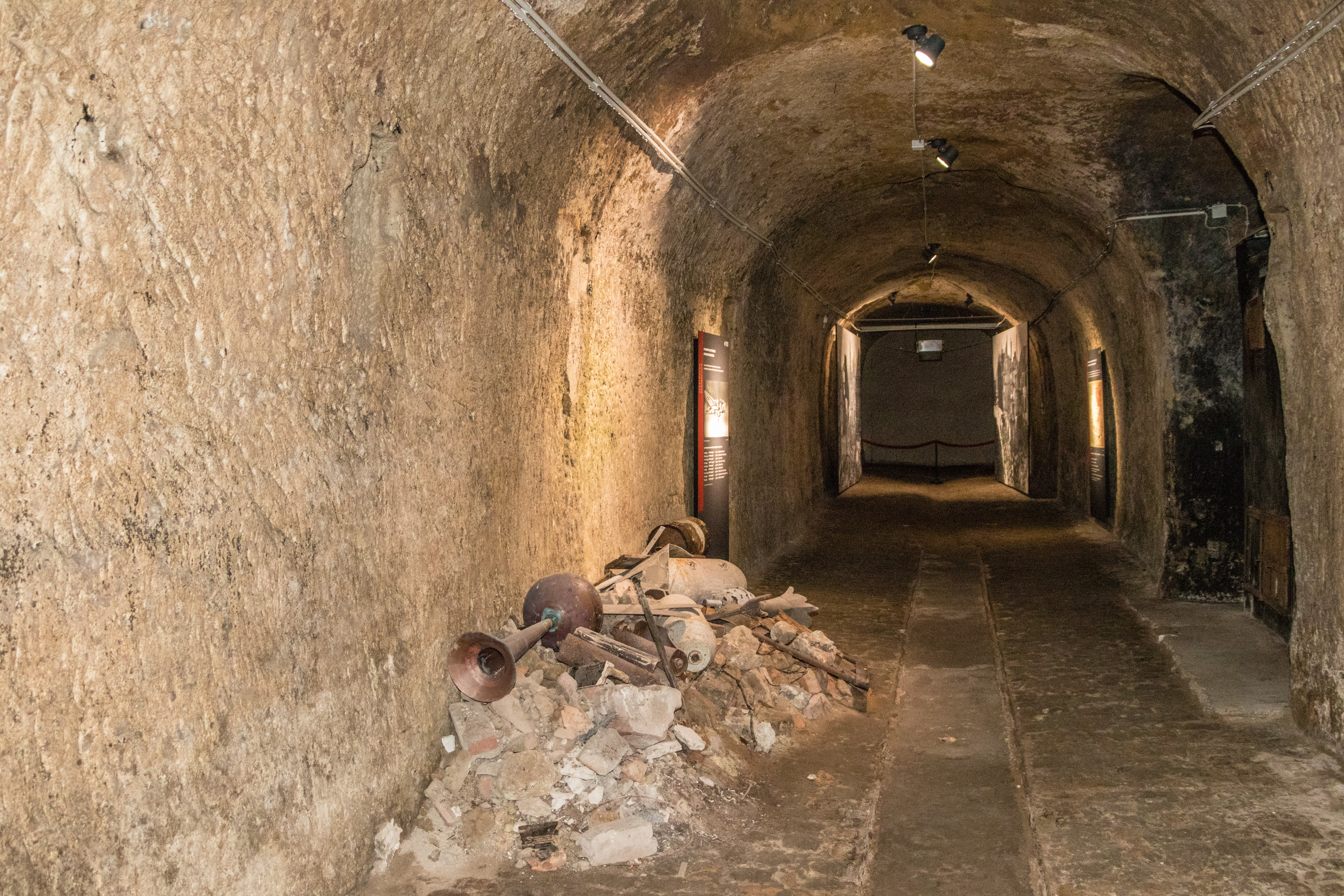
Stollengang